# Джеймс Дуглас (боксер)
Джеймс Дуглас (англ. James Douglas; також зустрічається написання і вимова його прізвища як Даглас; 7 квітня 1960, Колумбус, Огайо, США), більш відомий як Джеймс «Бастер» Дуглас (англ. James «Buster» Douglas) — американський боксер-професіонал, який виступав у важкій ваговій категорії. Абсолютний чемпіон світу у важкій вазі (1990). Чемпіон світу у важкій вазі за версіями WBC (1990), WBA (1990), IBF (1990).

## Ранні роки
Син професійного боксера Біллі Дагласа. Старший із чотирьох синів у сім'ї. Джеймс навчався у середній школі Linden McKinley High School, яку закінчив у 1977 році. У шкільні роки Джеймс добре грав у футбол і в баскетбол, у випускному класі він навіть допоміг привести команду своєї школи до перемоги в чемпіонаті штату з баскетболу AAA у 1977 році. Закінчивши школу, Джеймс продовжив освіту в коледжі Coffeyville Community College, де незабаром почав виступати за чоловічу басткетбольну команду коледжу в 1977—1978 роках, влітку 1979 року він перевівся в коледж Sinclair Community College, де відразу потрапив до коледжу. успішно виступав із 1979 по 1980 рік. У 1980 році Джеймс з баскетбольної стипендії продовжив навчання в університеті Mercyhurst University, але залишив навчання після першого семестру і повернувся до рідного Коламбуса для того, щоб професійно зайнятися боксом. Вперше боксерські рукавички Дуглас одягнув у 10 років, перші уроки боксу йому викладав його батько, який став і його дитячим тренером.
Професійну кар'єру розпочав у 1981 році і майже відразу після перших боїв отримав репутацію пересічного бійця, з визначними даними, але з відсутністю в характері вольових якостей та необхідної жорстокості. На тренуваннях Джеймс не викладався і не шанував загальнофізичну підготовку, через що йому не вистачало витривалості виступати на пристойному рівні. Крім того, він мав проблеми із зайвою вагою.

## Професійна кар'єра
Перший професійний бій Дугласа відбувся 31 травня 1981 року, противником Бастера був Ден Омоллі, який мав на своєму рахунку вже 6 боїв, які він виграв, проте Дуглас нокаутував його в 3-му раунді.

### 1981—1984
Здобувши потім ще 2 перемоги, Дуглас вийшов на ринг у жовтні того ж року проти непереможеного Абдула Мухейміна. У цьому бою Джеймс розсік своєму опоненту обидва ока і після 5-го раунду лікар зупинив поєдинок.

#### Бій з Девідом Беєм
Через місяць відбувся двобій Дугласа з дебютантом Девідом Беєм. Бей несподівано нокаутував Бастера у 2-му раунді. Дуглас зазнав першої поразки в кар'єрі.

#### Бій з Мелом Деніелсом
24 квітня 1982 року Дуглас нокаутував боксера-початківця Мела Деніелса. Через 18 днів — 12 травня 1982 у Дугласа загинув 17-річний брат Артур. Джеймс важко переживав смерть молодшого брата і впав у депресію. На ринг він не виходив 6 місяців.

#### Бій зі Штеффеном Тангстадом
У жовтні 1982 року Дуглас зустрівся з непереможеним Стеффеном Тангстадом. На бій з ним Дуглас вийшов із зайвою вагою та з жировими складками на спині. У бою Дугласа було оштрафовано на 2 очки. У 8-раундовому бою всі троє суддів присудили нічию.

#### Бої з Джессі Кларком
Після цього менеджери Дугласа вважали за благо посадити його на два роки на так звану «мішкову дієту», тобто виставляючи проти нього відверто слабких боксерів. Серед них виділявся Джессі Кларк, боксер з унікальним послужним списком — провівши 30 професійних боїв, він програв усі 30 та 27 з них нокаутом. Проти нього Дуглас у своїй кар'єрі бився тричі. В 1983 Дуглас зустрівся з ним двічі протягом одного місяця, обидва рази відправивши противника в нокаут в першому раунді.

#### Бій із Дейвом Джонсоном
У липні 1983 року Бастер зустрівся з маловідомим Дейвом Джонсоном, Джонсон на той час вже мав 13 поразок у своєму активі, причому 10 останніх боїв він програв поспіль. Проте Дугласу він нав'язав важкий зустрічний бій. Бій тривав усі відведені 10 раундів, і Джонсон був близьким до перемоги, але після закінчення поєдинку рішенням більшості суддів перемогу присудили Дугласу.

#### Бій із Майком Уайтом
У грудні 1983 року Дуглас зустрівся з маловідомим Майком Уайтом. Дуглас домінував весь бій, але до кінця бою помітно втомився, у 9-му, захопившись атакою, напоровся на зустрічний хук і несподівано опустив руки, чим блискавично скористався Уайт і нокаутував Бастера. Після такої образливої поразки Дуглас впав у невелику депресію, він більше півроку не виходив на ринг.

### 1984—1987
У липні 1984 року вийшов на бій проти слабкого боксера Девіда Старкі. Бій пройшов зі скандалом. Вже в середині 1-го раунду Старкі пішов у глуху оборону і почав клінчувати, під кінець 1-го раунду він вчепився в Дугласа і завалив його на канвас, не даючи йому піднятися, після чого на ринг вискочили представники обох боксерів і почалася бійка між ними. Надалі бій був визнаний таким, що не відбувся.

#### Бій із Рендаллом Коббом
У листопаді 1984 року Даглас зустрівся з Рендаллом «Тексом» Коббом, який мав славу досить пристойного бійця і мав на своєму рахунку гідну поразку від Ларрі Холмса, програвши йому в 1982 році за очками. Бій Дуглас — Кобб тривав усі 10 раундів та завершився перемогою Дугласа. Перемога над Коббом підняла Бастера досить високо у рейтингах.

#### Турнір каналу ESPN
У 1985 році Дуглас взяв участь у турнірі американського спортивного телеканалу ESPN. 27 березня 1985 року він вийшов на бій у рамках півфіналу турніру проти небитого Діона Сімпсона. У першому раунді одним ударом, правим кросом Бастер нокаутував Сімпсона. Сімпсон після цього зламався, після поразки від Бастера він провів ще три бої і в листопаді 1985 пішов з боксу. 9 травня 1985 року відбувся фінал турніру, в якому Бастер зустрівся з майбутнім претендентом на титул чемпіона світу Джессі Фергюссоном. Бій був рівний, але за підсумками 10 раундів перемогу більшістю голосів здобув Фергюсон.

#### Бій із Грегом Пейджем
У січні 1986 року зустрівся з колишнім чемпіоном світу Грегом Пейджем. Дуглас переміг одностайним рішенням суддів.

#### Бій із Девідом Джако
У квітні 1986 року зустрівся з Девідом Джако. Дуглас домінував весь бій, у 5 раунді Джако двічі побував у нокдауні, але зрештою зумів вистояти. Дуглас переміг одностайним рішенням суддів.
Пейдж та Джако були рейтинговими бійцями, і перемога над ними дозволила Бастеру Дугласу вийти на чемпіонський бій.

#### Чемпіонський бій з Тоні Такером
30 травня 1987 вийшов на бій проти Тоні Такера за вакантний титул МБФ (IBF). Дуглас постійно йшов уперед, викидаючи велику кількість ударів, Такер діяв другим номером, викидаючи прямі здалеку та аперкот поблизу. Дуглас мав невелику перевагу на початку бою. Перед кінцем другого раунду він відправив Такера в нокдаун, але продзвенів гонг і його не зарахували. Дугласу також вдалося потрясти Такера у 3, 5, 6 раунді, але Такер встояв на ногах. У сьомому раунді Такер збільшив тиск на опонента, і ситуація змінилася: Дуглас почав багато пропускати та втрачати рухливість. Такер продовжив так діяти в наступних раундах, і це дало йому успіх. У середині десятого раунду Такер вразив Дугласа, після чого притис його до канатів і почав методично бити. Рефері, бачачи, що Джеймс не відповідає, зупинив бій, після чого Джеймс розгублено поплентався у свій кут. Після поразки від Такера Дугласа міцно списали з чемпіонських рахунків.

### 1988—1990

#### Бій із Тревором Бербіком
25 лютого 1989 року зустрівся з колишнім чемпіоном світу Тревором Бербіком. Дуглас домінував весь бій і переміг із розгромним рахунком.

#### Бій з Олівером Макколом
21 липня 1989 року зустрівся з майбутнім чемпіоном Олівером Макколом. Дуглас домінував весь бій і впевнено переміг за очками одностайним рішенням суддів.

#### Завоювання титулу абсолютного чемпіона світу
З послужним списком — 29 перемог, 4 поразки, 1 нічия — та репутацією боксера, який може «зламатися», Бастер вийшов на бій у 1990 році за звання абсолютного чемпіона проти Майка Тайсона. Ставки були 40 до 1 на користь Тайсона. Тайсон не бачив загрози у своєму супернику і згодом стверджував, що майже не готувався до бою. Дуглас, навпаки, був у чудовій формі і з найкращим у кар'єрі психологічним настроєм. Чемпіон у цьому бою був повільним, мало рухав головою і ухилявся (його звичайна ефективна стратегія), а замість коротких та численних підкроків були великі провалювання зі спробами пробити Дугласа одиночними ударами. Наприкінці восьмого раунду Тайсон провів правий аперкот у щелепу, відправивши Дугласа в нокдаун. Дуглас, перебуваючи на підлозі, з досади навіть стукнув рукою по настилу, що говорить про його повну свідомість. Він перебував на підлозі понад 9 секунд. Рефері почав відлік, а на рахунок 7 обернувся, пригальмував на мить і знову продовжив. На рахунку 8 Дуглас ще перебував на підлозі, за рахунку 9 підвівся, і рефері дозволив йому продовжити бій. У 9 раунді ролі змінилися, і стала помітна сильна втома Майка Тайсона, якому допоміг Дуглас, від якого Тайсон отримав за цей раунд, як за весь бій. У середині 10-го раунду Дуглас провів правий аперкот у щелепу, а потім комбінацію — лівий крос, правий крос і знову лівий крос. Тайсон упав. Його капа вилетіла. Тайсон ледве підвівся, тримаючись однією рукою за підлогу і намагаючись іншою рукою спиратися за рефері (він був повністю дезорієнтований). У цей час рефері дорахував до дев'яти і зупинив бій, бачачи, що Тайсон ледь стоїть на ногах. На момент зупинки бою рахунок суддів був нічийним: Ларрі Розадилла (82-88 Дуглас), Кен Моріта (87-86 Тайсон), Масакадзу Утіда (86-86). Після бою промоутер Тайсона Дон Кінг заявив, що рефері надто довго відраховував нокдаун Дугласу, і там був нокаут. Бій отримав статус «Апсет року за версією журналу «Ринг» " і став найбільшою сенсацією в історії боксу. Після бою Тайсон пройшов курс лікування від алкоголізму. Серед причин такого несподіваного результату поразки Тайсона називають обставини життя обох боксерів у той період часу: невдалий шлюб Тайсона, смерть Каса Д'Амато, відхід Тайсона від свого тренера Кевіна Руні та від своєї команди, і т. д. Тайсон помітно поступався самому собі зразком 1986 року і був просто у огидному психічному стані. Бастер Дуглас вийшов на бій з небувалим емоційним настроєм, і небувалою психологічною мотивацією — за 23 дні до бою померла його мати, яку він обожнював, у найвідповідальніший момент життя Бастер залишився без підтримки коханої людини, крім того за кілька днів до бою з серйозним захворюванням нирок потрапила до лікарні його дружина, і лікарі не приховали від Бастера, що у випадку з нею може все закінчитися летальним кінцем, тому як потім згадував Дуглас: «Я відчув, що отримати по морді від Тайсона не найстрашніше, що може статися в житті, і вийшов на ринг з абсолютним спокоєм і холоднокровністю, я отримав щойно удар, який був найсильнішим за те, що міг піднести мені Залізний Майк, а слідом можливо і ще один удар, тому на рингу я його сприймав як звичайну людину, хлопця з натовпу». Сам Тайсон перед цим боєм виявляв на тренуваннях недисциплінованість, зловживав алкоголем, пізніше коментував: «Я не тренувався взагалі».

#### Бій з Евандером Холіфілдом
Після бою на якийсь час все в житті Бастера стало на свої місця. Дружина одужала, він отримав шалену популярність і став з'являтися на різних публічних заходах, у нього знову з'явилися проблеми із зайвою вагою, до літа 1990 його вага становила вже 130 кілограм.
Наступний бій він мав проводити проти Евандера Холіфілда восени 1990 року, і на початку червня один з його тренерів Джон Рассел забив на сполох і змусив Джеймса зганяти вагу, але як пізніше згадуватиме Джеймс, що після бою з Тайсоном «почувався, як кулька, що здулася», тому не було ні сил, ні особливої мотивації підтримувати себе у формі.
На передматчевому зважуванні Дуглас потягнув аж на 111,5 кілограм, він був просто не готовий до такого бою. 25 жовтня 1990 року в третьому раунді одним ударом Евандер Холіфілд відправив Дугласа в нокаут, відібравши цим звання абсолютного чемпіона. За цей бій Дуглас отримав 24 мільйони доларів, у 18 разів більше ніж за перемогу над Тайсоном. Після поразки через проблеми зі здоров'ям Бастер пішов із боксу на шість років.

#### 1990—1996
Після поразки від Холіфілда Дуглас став вести нездоровий спосіб життя. Гроші та депресія від втрати титулу та слави змусили боксера ступити на шлях самознищення. Протягом 3 років він зловживав алкоголем та шкідливою їжею, у нього з'явилися проблеми із зайвою вагою та з недоброзичливцями, розвинулася алкогольна залежність. З нього насміхалися з приводу його ваги і зневажливо обзивали «одноразовий чемпіон», неодноразово провокували на бійку. 1992 року подібна сутичка ледь не завершилася стріляниною, коли для захисту боксера його охоронець Вільям Макколі почав розмахувати пістолетом. Зрештою, у нього небезпечно підвищився рівень цукру в крові, що призвело його до діабетичної коми, від якої він ледь не помер у 1994 році. Після виходу з коми Джеймс завдяки підтримці своєї дружини Берти, друзям, зумів покінчити з нездоровим способом життя, почав зганяти вагу і 1996 року вирішив повернутися до боксу.

## Повернення
1996 року Джеймс Дуглас повернувся на ринг, але ні слави, ні грошей це більше йому не принесло.

#### Бій із Тоні Лароса
У червні 1996 року Дуглас зустрівся з Тоні Лароса. Це був перший бій з моменту повернення на ринг. Після третього раунду Лароса відмовився від продовження бою через розсічення.

#### Бій з Дікі Раяном
У лютому 1997 року зустрівся з Дікі Раяном. Дуглас домінував весь бій та переміг одностайним рішенням суддів.

#### Бій з Луїсом Монако
У травні 1997 року Дуглас зустрівся з Луїсом Монако. У першому раунді Монако завдав потужного кросу після гонгу, який надіслав Дугласа в нокаут. Дуглас не зміг оговтатися навіть після п'яти хвилин відпочинку та був нагороджений перемогою дискваліфікацією Монако.

#### Бій з Лу Севаресом
У червні 1998 року зустрівся з Лу Севаресом. Дуглас вийшов на бій із зайвою вагою. У середині першого раунду Севарес правим хуком у голову надіслав супротивника на підлогу. Дуглас став на рахунок 4. Севарес не зміг відразу розвинути успіх. За хвилину правим хуком він знову надіслав супротивника в нокдаун. Дуглас піднявся на рахунок 5. Севарес кинувся його добивати, провівши кілька ударів у голову. Дуглас знову впав. Піднімаючись, він став навколішки, але впав на спину. Він не встиг стати на рахунок 10. Рефері зафіксував нокаут.

## Нагороди та почесті
- Апсет року за версією журналу «Рінг» (1990).
- Дуглас — один з небагатьох, хто, не будучи студентом Університету штату Огайо, був удостоєний честі «поставити крапку над „i“» у символічній урочистій побудові у вигляді слова Ohio, яке Маршуючий оркестр університету виконує перед домашніми іграми університетської спортивної команди[4].